# Дружне (Сімферопольський район)
Дру́жне (до 1948 року — Джафер-Берди, крим. Cafer Berdi) — село Сімферопольського району Автономної Республіки Крим.

## Населення
Згідно з переписом УРСР 1989 року чисельність наявного населення села становила 176 осіб, з яких 86 чоловіків та 90 жінок.
За переписом населення України 2001 року в селі мешкало 308 осіб.

### Мова
Розподіл населення за рідною мовою за даними перепису 2001 року:
| Мова              | Відсоток |
| ----------------- | -------- |
| кримськотатарська | 60,97 %  |
| російська         | 33,23 %  |
| українська        | 4,52 %   |
| білоруська        | 0,65 %   |
| молдовська        | 0,65 %   |